# Grandfontaine (Doubs)
Grandfontaine és un municipi francès situat al departament del Doubs i a la regió de Borgonya - Franc Comtat. L'any 2007 tenia 1.438 habitants.

## Demografia

### Població
El 2007 la població de fet de Grandfontaine era de 1.438 persones. Hi havia 533 famílies de les quals 106 eren unipersonals (49 homes vivint sols i 57 dones vivint soles), 175 parelles sense fills, 228 parelles amb fills i 24 famílies monoparentals amb fills.
La població ha evolucionat segons el següent gràfic:
Habitants censats

### Habitatges
El 2007 hi havia 568 habitatges, 547 eren l'habitatge principal de la família, 2 eren segones residències i 19 estaven desocupats. 513 eren cases i 54 eren apartaments. Dels 547 habitatges principals, 461 estaven ocupats pels seus propietaris, 78 estaven llogats i ocupats pels llogaters i 7 estaven cedits a títol gratuït; 2 tenien una cambra, 13 en tenien dues, 42 en tenien tres, 109 en tenien quatre i 381 en tenien cinc o més. 502 habitatges disposaven pel capbaix d'una plaça de pàrquing. A 184 habitatges hi havia un automòbil i a 333 n'hi havia dos o més.

### Piràmide de població
La piràmide de població per edats i sexe el 2009 era:
| Homes | Edats   | Dones |
| ----- | ------- | ----- |
| 0     | 95 o +  | 0     |
| 0     | 90 a 94 | 0     |
| 4     | 85 a 89 | 4     |
| 0     | 80 a 84 | 12    |
| 4     | 75 a 79 | 16    |
| 0     | 70 a 74 | 16    |
| 20    | 65 a 69 | 20    |
| 44    | 60 a 64 | 36    |
| 52    | 55 a 59 | 48    |
| 28    | 50 a 54 | 48    |
| 52    | 45 a 49 | 32    |
| 56    | 40 a 44 | 48    |
| 16    | 35 a 39 | 48    |
| 48    | 30 a 34 | 28    |
| 40    | 25 a 29 | 40    |
| 44    | 20 a 24 | 24    |
| 48    | 15 a 19 | 32    |
| 16    | 10 a 14 | 44    |
| 52    | 5 a 9   | 40    |
| 36    | 0 a 4   | 24    |

## Economia
El 2007 la població en edat de treballar era de 906 persones, 666 eren actives i 240 eren inactives. De les 666 persones actives 621 estaven ocupades (314 homes i 307 dones) i 45 estaven aturades (25 homes i 20 dones). De les 240 persones inactives 97 estaven jubilades, 97 estaven estudiant i 46 estaven classificades com a «altres inactius».

### Ingressos
El 2009 a Grandfontaine hi havia 522 unitats fiscals que integraven 1.441 persones, la mediana anual d'ingressos fiscals per persona era de 22.367 €.

### Activitats econòmiques
Dels 48 establiments que hi havia el 2007, 1 era d'una empresa alimentària, 3 d'empreses de fabricació d'altres productes industrials, 12 d'empreses de construcció, 11 d'empreses de comerç i reparació d'automòbils, 3 d'empreses de transport, 2 d'empreses d'informació i comunicació, 4 d'empreses financeres, 3 d'empreses immobiliàries, 6 d'empreses de serveis, 1 d'una entitat de l'administració pública i 2 d'empreses classificades com a «altres activitats de serveis».
Dels 10 establiments de servei als particulars que hi havia el 2009, 2 eren tallers de reparació d'automòbils i de material agrícola, 1 paleta, 2 guixaires pintors, 2 fusteries, 1 electricista, 1 empresa de construcció i 1 perruqueria.
Dels 2 establiments comercials que hi havia el 2009, 1 era una botiga de més de 120 m² i 1 una botiga de menys de 120 m².

## Equipaments sanitaris i escolars
El 2009 hi havia 1 escola maternal i 1 escola elemental.

## Poblacions més properes
El següent diagrama mostra les poblacions més properes.